# フォンテ・ヌオーヴァ
フォンテ・ヌオーヴァ（伊: Fonte Nuova）は、イタリア共和国ラツィオ州ローマ県にある、人口約33,000人の基礎自治体（コムーネ）。
メンターナとグイドーニア・モンテチェーリオの一部を分割し、2001年に発足した自治体である。

## 地理

### 位置・広がり
ローマ県東部のコムーネ。

#### 隣接コムーネ
隣接するコムーネは以下の通り。
- グイドーニア・モンテチェーリオ
- メンターナ
- モンテロトンド
- ローマ
- サンタンジェロ・ロマーノ

### 気候分類・地震分類
フォンテ・ヌオーヴァにおけるイタリアの気候分類 (it) および度日は、zona D, 1561 GGである。
また、イタリアの地震リスク階級 (it) では、zona 2B (sismicità media) に分類される。

## 行政

### 分離集落
フォンテ・ヌオーヴァには、以下の分離集落（フラツィオーネ）がある。
- Cesa di Loreto, Le Molette, Pascolaretto, Quarto Conca, Selva dei Cavalieri, Selvotta, Torricella, XII Apostoli

## 歴史
2001年10月15日、1999年州条例25号（L.R. 25/1999）の発効にともない自治体として成立した。それまでメンターナに属していた2つの分離集落「トール・ルパーラ・ディ・メンターナ(Tor Lupara di Mentana)」と「サンタ・ルチーア・ディ・メンターナ(Santa Lucia di Mentana)、グイドーニア・モンテチェーリオに属していた分離集落「トール・ルパーラ・ディ・グイドーニア・モンテチェリオ(Tor Lupara di Guidonia Montecelio)」からなっている。